# 何公桥
何公桥，位于中国广东省清远市英德市英城旧城区鹅公坑口，为清远市英德市的一个市级文物保护单位，类型为古建筑，公布时间为1991年11月。
何公桥的历史年代为北宋。